# Вознесіння Мойсея
Вознесіння Мойсея (інша назва — Заповіт Мойсея) — це єврейська апокрифічна псевдоепіграфічна праця І століття. Претендує на те, щоб містити таємні пророцтва, які Мойсей відкрив Ісусові Навину, перед тим як передати йому керівництво над ізраїльтянами. Вона містить апокаліптичні теми, хоча характеризує себе як "заповіт", тобто подає останню промову особи, яка вмирає — Мойсея.

## Історія рукопису
"Вознесіння Мойсея" стало відоме завдяки єдиному неповному манускрипту латиною, що датований шостим століттям. Його віднайшов Антоніо Черіані в Амброзіанській бібліотеці міста Мілан у середині ХІХ століття і опублікував 1861 року.

## Ідентифікація
Два заголовки цього рукопису пояснюються різною ідентифікацією втрачених текстів. У Стихометрії Никифора та в деяких інших античних списках є посилання і на Заповіт Мойсея, і на Вознесіння Мойсея, очевидно, як на окремі тексти. 
- Черіані, а згодом Тромп, ототожнював рукопис з Вознесінням Мойсея завдяки збігу вірша 1:14 із цитатою, включеною в Історію Церкви Геласія Кизицького.[3] Цей апокрифічний твір грецькою мовою під гебрейською назвою פטירת משה та грецькою назвою ᾽Ανάληψις або ᾽Ανάβασις Μωυσέως також згадують інші античні письменники, зокрема Афанасій (в його Synopsis Sacræ Scripturæ ) та Оріген;
- Роберт Чарльз у своєму виданні 1897 р.[4] пропонує ототожнювати рукопис із Заповітом Мойсея, оскільки наявний текст не описує ніякого вознесіння Мойсея на небо, а просто містить останні настанови Мойсея (а отже його заповіт). Крім того, Чарльз припускає, що ці два окремі тексти були згодом об'єднані та сформували один твір.

## Стосунок до Послання Юди
Деякі античні письменники, зокрема Геласій (вірш 2, 21, 17) та Орігена (De principiis, III, 2,1 [Архівовано 2 липня 2017 у Wayback Machine.]), цитують Вознесіння Мойсея з посиланням на суперечку про Мойсеєве тіло, яку згадано в Посланні Юди 1:9 поміж архангелом Михаїлом та дияволом . 
Цієї суперечки немає в манускрипті Черіані, що може бути аргументом на підтримку ототожнення рукопису із Заповітом Мойсея. Проте можна це пояснити й неповнотою тексту (вважають, що приблизно третина тексту відсутня). 
Альтернативне пояснення полягає в тому, що Юда компонує матеріал із трьох джерел: 
- загальноєврейські традиції, де Михаїл виступає могильником для праведних, як в Апокаліпсисі Мойсея;
- приклад зі звинуваченням Азазеля з боку Михаїла в Книзі Еноха;
- приклад з Ангелом Господнім, який не докоряє сатані щодо тіла Ісуса великого священника в Захарія 3.

На підтримку цього пояснення висувають такі три аргументи: 1) Юда цитує обидві книги: 1 Еноха 1:9 та Захарія 3; 2) якщо Ісус помер до  подій з 13-го розділу Книги Неемії, то, можливо, у видінні зображено сцену, в якій сатана коло небесного престолу сперечається про душу/тіло Ісуса, а мета алегорії — дійсний первосвященник, Еліяшив, онук Захарія; 3) приклад із Захарія 3 слугує аргументом проти "наклепів на небесних істот", оскільки Ангел Господній не робить у Захарія 3 того, що зробив Михаїл у 1 Еноха 2:24-30.